# Kaiser-Otto-Preis

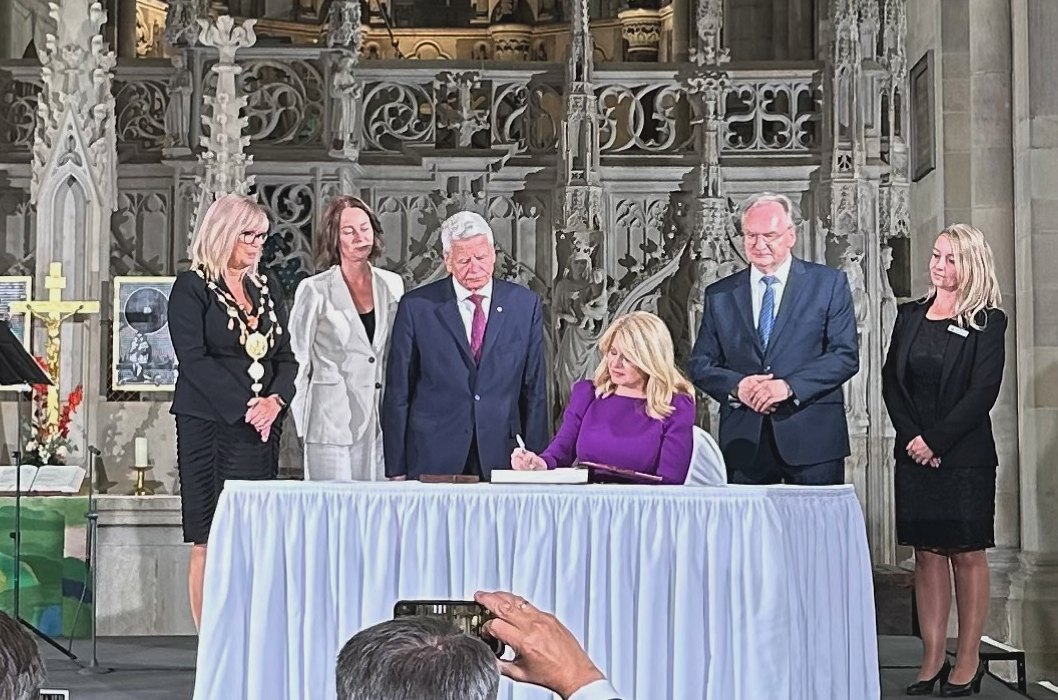
Verleihung des Kaiser-Otto-Preises 2023

Den Kaiser-Otto-Preis der Stadt Magdeburg verleiht die Kulturstiftung Kaiser Otto an Persönlichkeiten, „die sich um den europäischen Einigungsprozess besonders im Hinblick auf die mittel-, ost- und südosteuropäischen Staaten verdient gemacht haben“.
Er wurde 2005 anlässlich des Stadtjubiläums zum ersten Mal und künftig alle zwei Jahre verliehen. Der Name der nichtdotierten Auszeichnung erinnert an die Verdienste Otto des Großen. Der Träger des Preises erhält eine repräsentative Urkunde und eine Bronzemedaille. Die Medaille zeigt auf der Vorderseite ein Relief des aktuellen Preisträgers. Die Rückseite trägt die Inschrift „Kaiser-Otto-Preis der Stadt Magdeburg“. Gestaltet wird die Medaille vom Hallenser Bildhauer Bernd Göbel.

## Preisträger
- 2005: Richard Freiherr von Weizsäcker, Bundespräsident a. D.
- 2007: Vaira Vīķe-Freiberga, Präsidentin der Republik Lettland
- 2009: Władysław Bartoszewski, Historiker, Publizist, ehemaliger Außenminister Polens
- 2011: Angela Merkel, Bundeskanzlerin
- 2013: Egon Bahr, Politiker[1]
- 2015: Organisation für Sicherheit und Zusammenarbeit in Europa (OSZE), verliehen an den amtierenden Vorsitzenden, den serbischen Außenminister Ivica Dačić[2]
- 2017: Federica Mogherini,  Hohe Vertreterin der EU für Außen- und Sicherheitspolitik[3]
- 2020: Klaus Johannis, rumänischer Politiker und Präsident Rumäniens
- 2023: Zuzana Čaputová, Präsidentin der Slowakei
- 2025: Lisa Batiashvili, georgische Violinistin, und Igor Levit, Pianist und Aktivist[4]